# Segerstad Kolbogården
Segerstad Kolbogården este o arie protejată (arie specială de conservare — SAC, sit de importanță comunitară — SCI) din Suedia întinsă pe o suprafață de 0,97 ha, integral pe uscat.

## Localizare
Centrul sitului Segerstad Kolbogården este situat la coordonatele 58°14′20″N 13°39′35″E / 58.239°N 13.6598°E.

## Înființare
Situl Segerstad Kolbogården a fost declarat sit de importanță comunitară în decembrie 1998 pentru a proteja un număr necunoscut de specii din flora spontană și fauna sălbatică aflate în arealul zonei. Situl a fost protejat și ca arie specială de conservare în martie 2011.

## Biodiversitate
Situată în ecoregiunea boreală, aria protejată conține 2 habitate naturale: Mlaștini alcaline, Pajiști cu Molinia pe soluri calcaroase, turboase sau argilos-nămoloase (Molinion caeruleae).
La baza desemnării sitului se află un număr nedeclarat de specii protejate.